# Stadion Szkoły Oficerskiej w Bydgoszczy
Stadion Szkoły Oficerskiej – nieistniejący stadion sportowy w Bydgoszczy.

## Zarys historii
Boisko z 6-pasmową bieżnią za gmachem Szkoły Oficerskiej zostało wybudowane po 1921 roku przez adeptów szkoły. Na początku lat 1920. było to jedyne pełnowymiarowe boisko piłkarskie w Bydgoszczy, na którym swoje mecze ligowe rozgrywały praktycznie wszystkie bydgoskie kluby. W 1930 roku wybudowano krytą trybunę na 3000 widzów. W dniach 26-27 lipca 1930 roku na stadionie odbyły się Mistrzostwa Polski Seniorów w Lekkoatletyce kobiet. W latach 1930. na stadionie swoje mecze rozgrywały drużyny B i C-klasowe. Do jesieni 1937 roku, kiedy to na Stadionie im. marszałka Józefa Piłsudskiego (2000 miejsc) postawiono dodatkowe składane trybuny, Stadion Szkoły Oficerskiej był największym stadionem w Bydgoszczy. Podczas okupacji swoje mecze na stadionie rozgrywała między innymi SG Bromberg. Po wojnie boisko było zdewastowane, a trybunę rozebrano.